# Jessy Matador
Pour les articles homonymes, voir Matador (homonymie).
Jessy Kimbangi (prononcé : [dʒɛsi kimbɑ̃ɡi]), dit Jessy Matador, est un chanteur de coupé-décalé et danseur français d’origine congolaise, né le 27 octobre 1983 à Paris.

## Biographie
Originaire de la République démocratique du Congo mais né à Paris, Jessy Kimbangi grandit à Épinay-sur-Seine, à Vanves, dans le quartier du Luth à Gennevilliers puis s'installe à Saint-Denis.
Il entreprend une carrière de danseur en 2001 et intègre plus tard le groupe « Les Cœurs brisés » sous la direction de Dany Engobo avec qui il part en tournée aux États-Unis, au Congo, en Grande-Bretagne, en Italie et au Canada.
En 2005, il décide de créer son propre groupe, qu'il nomme La Selesao, composé de Dr.Love & Linho (alias Les Jumo) et Benkoff. Ils se produisent entre autres en première partie de Magic System. Fin 2007, ils signent chez Oyas Records puis au printemps 2008 chez Wagram Records.
En juin 2008, il sort un premier single Décalé Gwada, bien qu'il ne soit pas guadeloupéen, devenant l'un des succès de cet été (14e des charts en France). S'ensuit le 24 novembre 2008 la sortie de l'album Afrikan New Style, nom du nouveau style musical hybride qu'il présente et qui mêle des musiques aux influences africaines et antillaises avec des sonorités plus urbaines. On[Qui ?] retrouve dans ce style du coupé-décalé, du zouk, du ndombolo, du kuduro, mais aussi du dancehall ou du hip-hop. En décembre 2008 sort le deuxième single Mini Kawoulé (16e des charts en France). Dans la même année, sort le single Afrikan Free Style avec Anges d'Afrik.
En 2009, il sort le single Y a qu'à demander. Il produit ensuite le single Zamounda tu peux pas test de La Selesao[réf. souhaitée].
Le 19 février 2010, France Télévisions et la Sacem choisissent Jessy Matador comme représentant de la France au 55e Concours Eurovision de la chanson aux dépens de Christophe Willem, Emmanuel Moire et Julie Zenatti (l'annonce est faite par le directeur de l'unité jeux et divertissements de France 3 Nicolas Pernikoff, invité sur Europe 1). Lors de la finale du Concours Eurovision, le 29 mai 2010 à Oslo (Norvège), il interprète Allez ola olé, une chanson écrite et composée par H. Ducamin et J. Ballue. Il est accompagné sur scène par ses choristes, ses danseurs et de la chanteuse Jessie Fasano qui interprète un couplet en solo. Au terme du vote final, il se classe à la 12e place sur 25 participants. Ce titre est le premier extrait de son second album intitulé Electro Soukouss sorti le 14 juin 2010 avec lequel il est disque d'or avec 220 000 singles vendus. Ce titre servira de tube de l'été à France Télévisions et de promotion pour la Coupe du monde de football 2010 en Afrique du Sud[réf. souhaitée].
Du 15 octobre au 18 décembre 2010, il est juré aux côtés de Bruce Ykanji et de Malika Benjelloun dans la première saison du talent show Dance Street présenté par Audrey Chauveau sur France Ô.
En 2011, il forme un groupe de danse exclusivement féminin : les Mata Girlz. Il s'entoure de danseuses professionnelles telles qu'Adja Biuty, Nina Lago, Juju Jeffers, Raicha Mundélé, Dyne C, Moustiik et Kamissa, et fait avec elles la tournée des discothèques.
Le 11 juin 2011, Jessy Matador représente la République démocratique du Congo, aux côtés de Werrason et Fally Ipupa, lors de la Nuit africaine célébrée au Stade de France,.
En 2013 sort son titre Touché coulé en featuring avec Raicha Mundélé.
Le 1er juillet 2013, sort la compilation Tropical Family. Elle comprend le titre Angela, reprise du groupe Saïan Supa Crew, qu'il interprète avec Zifou.
Le 8 juillet 2013, il publie son troisième album prénommé Authentik.
En septembre 2013, il sort un single Echo en featuring avec la chanteuse Lylloo.
Il produit aussi le groupe la Synesia.
La chanson Zumba He Zumba Ha (Remix 2012), écrite par Mounir Belkhir, qu'il chante en featuring avec Luis Guisao sur la musique de DJ Mam's est utilisé dans une scène du film Qu'est-ce qu'on a fait au bon dieu ? de Philippe de Chauveron sorti en 2014.
Durant l'été 2014, il apparaît[pertinence contestée] dans deux programmes de téléréalité de NRJ 12 : Allô Nabilla : En famille à Paris dans lequel il est invité à la pendaison de crémaillère de cette dernière ; puis dans L'Île des vérités 4 en tant que vedette invitée.
En 2015, il sort le single Johnny Bilayo.
En 2016, il fait ses débuts au théâtre dans La Fuite de Driss Homet, mise en scène de l'auteur, au Théâtre La Reine Blanche à partir du 10 avril à Paris.
En 2020, il apparaît dans le film Eurovision Song Contest: The Story of Fire Saga en compagnie d'autres anciens candidats de l'Eurovision, tels qu'Alexander Rybak ou John Lundvik, où il partage une scène de chant avec Will Ferrell et Rachel McAdams. En 2021, il est le protagoniste d'un numéro de Et si on se rencontrait ?, une émission de dating sur M6.

## Discographie

### Albums
Classement
| Titre             | Détails                                            | Meilleure position |
| Titre             | Détails                                            | France             |
| ----------------- | -------------------------------------------------- | ------------------ |
| Afrikan New Style | - Sortie : 24 novembre 2008 - Label : Wagram Music | 93                 |
| Elektro Soukouss  | - Sortie : 14 juin 2010 - Label : Wagram Music     | 42                 |
| Authentik         | - Sortie : 8 juillet 2013 - Label : Wagram Music   | 174                |
| 100% Show         | - Sortie : 24 novembre 2014 - Label : Wagram Music | -                  |

### Singles
| Année | Titre                                                              | Meilleure position | Meilleure position | Meilleure position | Meilleure position | Meilleure position | Meilleure position | Meilleure position | Meilleure position | Meilleure position | Meilleure position | Album             |
| Année | Titre                                                              | France             | Belgique (Fla)     | Belgique (Wal)     | Danemark           | Finlande           | Irlande            | Norvège            | Suède              | Allemagne          | Royaume-Uni        | Album             |
| ----- | ------------------------------------------------------------------ | ------------------ | ------------------ | ------------------ | ------------------ | ------------------ | ------------------ | ------------------ | ------------------ | ------------------ | ------------------ | ----------------- |
| 2008  | Décalé Gwada                                                       | 14                 | —                  | 23                 | —                  | —                  | —                  | —                  | —                  | —                  | —                  | Afrikan New Style |
| 2009  | Y'a qu'à demander                                                  | 15                 | —                  | —                  | —                  | —                  | —                  | —                  | —                  | —                  | —                  | Afrikan New Style |
| 2009  | Mini Kawoulé                                                       | 16                 | —                  | —                  | —                  | —                  | —                  | —                  | —                  | —                  | —                  | Afrikan New Style |
| 2010  | Allez ola olé                                                      | 1                  | 4                  | 3                  | 20                 | 7                  | 19                 | 2                  | 4                  | 16                 | 41                 | Electro Soukouss  |
| 2010  | Bomba                                                              | —                  | —                  | —                  | —                  | —                  | —                  | —                  | —                  | —                  | —                  | Electro Soukouss  |
| 2010  | Une affaire de chut                                                | —                  | —                  | —                  | —                  | —                  | —                  | —                  | —                  | —                  | —                  | Electro Soukouss  |
| 2011  | Dansez (feat. Daddy Killa)                                         | 86                 | —                  | —                  | —                  | —                  | —                  | —                  | —                  | —                  | —                  | Electro Soukouss  |
| 2011  | Galera (feat. King Kuduro et Bra Zil)                              | 68                 | —                  | —                  | —                  | —                  | —                  | —                  | —                  | —                  | —                  | Authentik         |
| 2012  | Zumba He Zumba Ha (Remix 2012) (featuring DJ Mam's et Luis Guisao) | 14                 | —                  | —                  | —                  | —                  | —                  | —                  | —                  | —                  | —                  | Authentik         |
| 2013  | Morena (featuring Romain)                                          | —                  | —                  | —                  | —                  | —                  | —                  | —                  | —                  | —                  | —                  | Authentik         |
| 2013  | Touché Coulé (featuring Raicha)                                    | —                  | —                  | —                  | —                  | —                  | —                  | —                  | —                  | —                  |                    | Vemino Vedetao    |
| 2013  | Echo (featuring Lylloo)                                            | —                  | —                  | —                  | —                  | —                  | —                  | —                  | —                  | —                  | —                  | 100% Show         |
| 2014  | Tête Épaules Genoux Pieds (featuring Big Ali et Willy William)     | —                  | —                  | —                  | —                  | —                  | —                  | —                  | —                  | —                  | —                  | 100% Show         |
| 2014  | Zuluminati                                                         | —                  | —                  | —                  | —                  | —                  | —                  | —                  | —                  | —                  | —                  | 100% Show         |
| 2015  | Johnny Bilayo                                                      | —                  | —                  | —                  | —                  | —                  | —                  | —                  | —                  | —                  | —                  |                   |
| 2015  | Venga Venga (avec DJ Assad featuring Luyanna)                      | —                  | —                  | —                  | —                  | —                  | —                  | —                  | —                  | —                  | —                  |                   |
| 2015  | Karatéka (featuring Laskez)                                        | —                  | —                  | —                  | —                  | —                  | —                  | —                  | —                  | —                  | —                  |                   |

### Participations
- Angela (2013), reprise de Saïan Supa Crew en duo avec Zifou sur l'album du collectif Tropical Family